# Mathias Ligsalz
Mathias Ligsalz (* 1934 in Aufhausen bei Weichs) ist ein deutscher Schriftsteller.

## Leben
Mathias Ligsalz ist in der Landwirtschaft aufgewachsen und hat den elterlichen Betrieb übernommen. Das Landleben bereitet ihm viel Freude. Davon berichtet er in seinen Geschichten. Aber auch von Aberglaube, vom Krieg und den Nachkriegsereignissen und vom Brauchtum seiner Heimat. Vieles, was er selber erlebt hat und was ihm zugetragen wurde.
Die Liebe zu seiner Heimat drückt er in seinen autobiografischen Geschichten aus. Die Schilderungen über Alltagsleben und Brauchtum sind ein Stück lebendige Zeitgeschichte.

## Werke
- Wenn der Opa sich an seine Zeit erinnert. Geschichten vom Brauchtum, Aberglauben und vom Leben im Dachauer Land. Magic Buchverlag, 2003. ISBN 3-936935-08-4:
- Bauernleben im Dachauer Land. Der Ströber- Hias erzählt. von Mathias Ligsalz und Hans Fischach. Bayerland GmbH, Dachau, 2001. ISBN 3-892512-11-6.
- Wohin geht Dein Weg Kamerad? Geschichten vom Leben auf dem Lande. Magic Buchverlag, 2005. ISBN 3-936935-35-1.

| Personendaten    | Personendaten    |
| ---------------- | ---------------- |
| NAME             | Ligsalz, Mathias |
| KURZBESCHREIBUNG | deutscher Autor  |
| GEBURTSDATUM     | 1934             |
| GEBURTSORT       | Weichs           |